# Tournoi pré-olympique de la CONMEBOL 1976
Navigation
Munich 1972 Moscou 1980
Le tournoi pré-olympique de la CONMEBOL 1976 a eu pour but de désigner les 2 nations qualifiées au sein de la zone Amérique du Sud pour participer au tournoi final de football, disputé lors des Jeux olympiques de Montréal en 1976.
Le tournoi pré-olympique sud-américain s'est déroulé du 21 janvier au 1er février 1976 à Recife au Brésil. Les deux équipes les mieux classées, d'un groupe unique rassemblant les six nations participantes, étaient placées pour le tournoi olympique au terme d'une compétition à match unique entre chacun des adversaires. À l'issue de ces éliminatoires, le Brésil et l'Uruguay se sont qualifiées, cependant ce dernier s'est retiré et a été remplacé par Cuba après que l'Argentine ait décliné l'invitation.
Cette édition des Jeux fut marquée par le boycott de 22 nations africaines qui protestent contre la présence de la Nouvelle-Zélande. Elles reprochent à cette dernière d'avoir envoyé son équipe de rugby participer à une tournée en Afrique du Sud, pays pratiquant l'apartheid. Dès lors, les trois nations africaines qualifiées, le Ghana, le Nigeria et la Zambie, se désistent pour raison politique, tout comme l'Uruguay pour d'autres motifs.

## Pays qualifiés
| Dates                             | Lieu   | Places | Qualifiés                   |
| --------------------------------- | ------ | ------ | --------------------------- |
| du 21 janvier au 1er février 1976 | Brésil | 2      | Brésil ( Uruguay forfait) , |

## Format des qualifications
Dans les phases de qualification en groupe disputées selon le système de championnat, en cas d’égalité de points de plusieurs équipes à l'issue de la dernière journée, les critères suivants sont appliqués dans l'ordre indiqué pour établir leur classement :

- Meilleure différence de buts,
- Plus grand nombre de buts marqués.

## Villes et stades
Le tournoi pré-olympique sud-américain s'est déroulé du 21 janvier au 1er février 1976 à Recife au Brésil.
| \| Recife \| |
| Recife       |

| Recife |

## Tournoi qualificatif
À l'issue de ces éliminatoires, le Brésil et l'Uruguay se sont qualifiées, cependant ce dernier s'est retiré et a été remplacé par Cuba après que l'Argentine ait décliné l'invitation.
| Rang | Équipe    | Pts | J | G | N | P | Bp | Bc | Diff |  | Résultats (▼ dom., ► ext.) |  |     |     |     |     |     |
| ---- | --------- | --- | - | - | - | - | -- | -- | ---- |  | -------------------------- |  | --- | --- | --- | --- | --- |
| 1    | Brésil    | 9   | 5 | 4 | 1 | 0 | 12 | 2  | +10  |  | Brésil                     |  | 1-1 | 2-0 | 4-0 | 2-1 | 3-0 |
| 2    | Uruguay   | 7   | 5 | 2 | 3 | 0 | 9  | 4  | +5   |  | Uruguay                    |  |     | 2-0 | 2-2 | 1-1 | 3-0 |
| 3    | Argentine | 5   | 5 | 2 | 1 | 2 | 7  | 8  | -1   |  | Argentine                  |  |     |     | 2-2 | 2-1 | 3-1 |
| 4    | Colombie  | 4   | 5 | 1 | 2 | 2 | 5  | 9  | -4   |  | Colombie                   |  |     |     |     | 1-0 | 0-1 |
| 5    | Chili     | 3   | 5 | 1 | 1 | 3 | 5  | 7  | -2   |  | Chili                      |  |     |     |     |     | 2-1 |
| 6    | Pérou     | 2   | 5 | 1 | 0 | 4 | 3  | 11 | -8   |  | Pérou                      |  |     |     |     |     |     |

### Détail des rencontres
| 1ère journée                       | Brésil | 1 - 1   | Uruguay | Estádio do Arruda Recife, Brésil              |                                               |
| 21 janvier 1976 21:00 heure locale | Adão (en) 13e | (1 - 1) | Italiano 44e | Spectateurs : 12 926 Arbitrage : César Orosco | Spectateurs : 12 926 Arbitrage : César Orosco |
| 21 janvier 1976 21:00 heure locale | Carlos - Rosemiro (en), Tecão (en), Edinho, Chico Fraga (en) - Leguelé (en), Mendonça (pt) ( 70e Luís Fernando (en)) - Cremilson, Erivélton (en), Adão (en), Santos (en) ( 70e Tiquinho (pt)) | Équipes | Rodolfo Rodríguez - Boccone, Roux, Antúnez (en), Echarrea ( 30e Kénez) - Luthar (de), Cáceres, Pierri ( 65e Gomez) - Rudy Rodríguez, Italiano, Olivera | Spectateurs : 12 926 Arbitrage : César Orosco | Spectateurs : 12 926 Arbitrage : César Orosco |

| 22 janvier 1976    | Pérou                                                                                               | 1 - 0   | Colombie | Estádio do Arruda Recife, Brésil          |                                           |
| 19:15 heure locale | Montero 31e                                                                                         | (1 - 0) | | Arbitrage : Jorge Alberto Narváez Escobar | Arbitrage : Jorge Alberto Narváez Escobar |
| 19:15 heure locale | Rapport                                                                                             |         | | Arbitrage : Jorge Alberto Narváez Escobar | Arbitrage : Jorge Alberto Narváez Escobar |
| 19:15 heure locale | Herrera - Alvarado, Obando (es), Torrico, Bernal - Rubini, García - Quiles, Cañamero, Montero, Olea | Équipes | Mina - Ospina, Amaya, Pacheco, Montúfar - González, Valenciano - Moreno, Vilarete (it) 89e, Quiñonez, Aristizabal (Remplaçants utilisés : Monsalve, Morón (en)) | Arbitrage : Jorge Alberto Narváez Escobar | Arbitrage : Jorge Alberto Narváez Escobar |

| 22 janvier 1976    | Argentine | 2 - 1   | Chili | Estádio do Arruda Recife, Brésil |                                  |
| 21:15 heure locale | Montes 55e · Correa 89e | (0 - 1) | Zurita (es) 22e                                                                                              | Arbitrage : Arnaldo Cézar Coelho | Arbitrage : Arnaldo Cézar Coelho |
| 21:15 heure locale | Quinto Pages - Alfaro ( Correa), Bielsa, Bulleri, Cicapoli - Colacrai, Costas - Giusti ( Cecotti), Graziottin, Jara, Montes | Équipes | Wirth - Ubilla, Núñez, Vergara, Chirinos - Orellana, Neumann (es) - Sachenia, Chávez, Zurita (es), Bonvallet | Arbitrage : Arnaldo Cézar Coelho | Arbitrage : Arnaldo Cézar Coelho |

| 2ème journée                       | Argentine | 3 - 1   | Pérou | Estádio do Arruda Recife, Brésil                       |                                                        |
| 24 janvier 1976 21:00 heure locale | Alfaro 30e · Montes 39e · Costas 59e                                                                                        | (2 - 1) | García 28e | Spectateurs : 500 Arbitrage : José Luis Martínez Bazán | Spectateurs : 500 Arbitrage : José Luis Martínez Bazán |
| 24 janvier 1976 21:00 heure locale | Rapport |         | | Spectateurs : 500 Arbitrage : José Luis Martínez Bazán | Spectateurs : 500 Arbitrage : José Luis Martínez Bazán |
| 24 janvier 1976 21:00 heure locale | Quinto Pages - Delpóntigo, Bielsa, Jara, Colacrai - Giusti, Montes - Bulleri, Costas ( Cecotti), Alfaro ( Correa), Cicapoli | Équipes | Herrera - Ingo, Obando (es), Torrico, Rubini - Quiles, Vallejos - Cañamero ( Medrano), García ( Novoa), Montero, Olea | Spectateurs : 500 Arbitrage : José Luis Martínez Bazán | Spectateurs : 500 Arbitrage : José Luis Martínez Bazán |

| 25 janvier 1976    | Chili | 1 - 1   | Uruguay | Estádio do Arruda Recife, Brésil |                              |
| 15:30 heure locale | Sanhueza (es) 68e | (0 - 0) | Olivera 89e | Arbitrage : Roberto Barreiro     | Arbitrage : Roberto Barreiro |
| 15:30 heure locale | Wirth - Chirinos, Cuevas ( Neumann (es)), Fonseca, Gatica - Orellana ( Toro), Sanhueza (es) - Soto (es), Ubilla, Vergara, Zamora | Équipes | Rodolfo Rodríguez - Antúnez (en), Boccone, Cáceres ( Pedetti (en)), Italiano ( Ceballos) - Luthar (de), Olivera, Pierri - Rudy Rodríguez, Roux 83e, Kénez | Arbitrage : Roberto Barreiro     | Arbitrage : Roberto Barreiro |

| 25 janvier 1976    | Brésil | 4 - 0   | Colombie | Estádio do Arruda Recife, Brésil                      |                                                       |
| 17:30 heure locale | Erivélton (en) 4e 63e · Adão (en) 11e (pen.) · Leguelé (en) 19e | (3 - 0) | | Spectateurs : 6 758 Arbitrage : Juan Silvagno Cavanna | Spectateurs : 6 758 Arbitrage : Juan Silvagno Cavanna |
| 17:30 heure locale | Rapport |         | | Spectateurs : 6 758 Arbitrage : Juan Silvagno Cavanna | Spectateurs : 6 758 Arbitrage : Juan Silvagno Cavanna |
| 17:30 heure locale | Carlos - Rosemiro (en), Tecão (en), Edinho ( Edval (en)), Chico Fraga (en) - João Alfredo ( Luís Fernando (en)), Leguelé (en) - Cremilson, Erivélton (en) ( Picolé), Adão (en), Santos (en) | Équipes | Mina - Ospina, Pacheco, Monturfar, Amaya - Valenciano, Quiñonez - Moreno, Monsalve ( Valverde (en)), Aristizabal, Zamora ( Pachón (es)) | Spectateurs : 6 758 Arbitrage : Juan Silvagno Cavanna | Spectateurs : 6 758 Arbitrage : Juan Silvagno Cavanna |

| 3ème journée                       | Uruguay | 3 - 0   | Pérou                                                                                               | Estádio do Arruda Recife, Brésil |                                  |
| 27 janvier 1976 19:00 heure locale | Olivera 7e · Rudy Rodríguez 15e 29e | (3 - 0) | | Arbitrage : Arnaldo Cézar Coelho | Arbitrage : Arnaldo Cézar Coelho |
| 27 janvier 1976 19:00 heure locale | Rapport |         | | Arbitrage : Arnaldo Cézar Coelho | Arbitrage : Arnaldo Cézar Coelho |
| 27 janvier 1976 19:00 heure locale | Rodolfo Rodríguez - Pedetti (en), Boccone, Antúnez (en), González (en) - Luthar (de), Roux ( 65e Cáceres) - Rudy Rodríguez, Garcés, Pierri, Olivera | Équipes | Herrera - Pérez, Obando (es), Torrico, Quiles - Rubini, Vallejos - Loayza, Cañamero, Zapata, Charry | Arbitrage : Arnaldo Cézar Coelho | Arbitrage : Arnaldo Cézar Coelho |

| 27 janvier 1976    | Brésil | 2 - 1   | Chili | Estádio do Arruda Recife, Brésil                    |                                                     |
| 21:00 heure locale | Erivélton (en) 34e · Adão (en) 57e | (1 - 1) | Orellana 73e | Spectateurs : 6 096 Arbitrage : Guillermo Velasquez | Spectateurs : 6 096 Arbitrage : Guillermo Velasquez |
| 21:00 heure locale | Carlos - Rosemiro (en), Tecão (en) ( 65e Bianchi), Edinho, Chico Fraga (en) - João Alfredo, Zandonaide - Cremilson ( 65e Mauro (en)), Erivélton (en), Adão (en), Santos (en) | Équipes | Wirth - Sanhueza (es), Vergara, Ubilla, Chirinos - Gatica, Bonvallet - Neumann (es) - Fonseca, Zurita (es) ( 59e Orellana), Durán (en) ( 59e Soto (es)) | Spectateurs : 6 096 Arbitrage : Guillermo Velasquez | Spectateurs : 6 096 Arbitrage : Guillermo Velasquez |

| 28 janvier 1976    | Argentine | 2 - 2   | Colombie | Estádio do Arruda Recife, Brésil                       |                                                        |
| 21:00 heure locale | Costas 52e · Alfaro 57e | (0 - 1) | Pachón (es) 38e · Vilarete (it) 55e | Spectateurs : 25 000 Arbitrage : Juan Silvagno Cavanna | Spectateurs : 25 000 Arbitrage : Juan Silvagno Cavanna |
| 21:00 heure locale | Rapport |         | | Spectateurs : 25 000 Arbitrage : Juan Silvagno Cavanna | Spectateurs : 25 000 Arbitrage : Juan Silvagno Cavanna |
| 21:00 heure locale | Quinto Pages - Graziottin, Bielsa, Jara, Colacrai - Cecotti, Bulleri - Alfaro ( 2mte Correa), Montes, Costas, Cicapoli ( 2mte Rodríguez) | Équipes | Saavedra - Ospina, Amaya, Pacheco, Montúfar - Monsalve, Sarmiento - Valverde (en), Pachón (es), Vilarete (it), Aristizabal ( 70e Moreno) | Spectateurs : 25 000 Arbitrage : Juan Silvagno Cavanna | Spectateurs : 25 000 Arbitrage : Juan Silvagno Cavanna |

| 4ème journée                       | Brésil | 3 - 0   | Pérou | Estádio do Arruda Recife, Brésil                         |                                                          |
| 29 janvier 1976 21:00 heure locale | Leguelé (en) 18e · Erivélton (en) 38e · Santos (en) 72e | (2 - 0) | | Spectateurs : 4 048 Arbitrage : José Luis Martínez Bazán | Spectateurs : 4 048 Arbitrage : José Luis Martínez Bazán |
| 29 janvier 1976 21:00 heure locale | Carlos - Rosemiro (en) ( 55e Mauro (en)), Tecão (en), Edinho, Chico Fraga (en) - Leguelé (en), Zandonaide - Cremilson, Adão (en), Erivélton (en), Santos (en) | Équipes | Valladares - Pérez, Obando (es), Torrico, Bernal - Rubini, Garcia - Loayza ( 35e Joya), Montero ( 55e Santalla), Zapata, Olea | Spectateurs : 4 048 Arbitrage : José Luis Martínez Bazán | Spectateurs : 4 048 Arbitrage : José Luis Martínez Bazán |

| 30 janvier 1976    | Colombie | 1 - 0   | Chili | Estádio do Arruda Recife, Brésil          |                                           |
| 19:00 heure locale | Vilarete (it) 41e | (1 - 0) | | Arbitrage : Jorge Alberto Narváez Escobar | Arbitrage : Jorge Alberto Narváez Escobar |
| 19:00 heure locale | Rapport |         | | Arbitrage : Jorge Alberto Narváez Escobar | Arbitrage : Jorge Alberto Narváez Escobar |
| 19:00 heure locale | Saavedra - Pacheco, Amaya, Montúfar, Ospina - Sarmiento, Monsalve - Valverde (en), Moreno ( 82e Quiñones), Vilarete (it), Aristizabal ( 73e Pachón (es)) | Équipes | Wirth - Toro ( Soto (es)), Sanhueza (es), Ubilla, Vergara - Orellana ( Neumann (es)), Durán (en), Fonseca - Zamora 83e, Gatica, Bonvallet | Arbitrage : Jorge Alberto Narváez Escobar | Arbitrage : Jorge Alberto Narváez Escobar |

| 30 janvier 1976    | Uruguay | 2 - 0   | Argentine | Estádio do Arruda Recife, Brésil           |                                            |
| 21:00 heure locale | Ortiz 4e · Olivera 17e | (2 - 0) | | Spectateurs : 620 Arbitrage : César Orosco | Spectateurs : 620 Arbitrage : César Orosco |
| 21:00 heure locale | Rodolfo Rodríguez - Kénez, Boccone, Antúnez (en), Roux - Luthar (de), Pedetti (en), Rudy Rodríguez - Gómez, Ortiz ( 2mte Cáceres), Olivera ( 2mte Pastorino) | Équipes | Quinto Pages - Jara ( 1mte Correa), Graziottin, Colacrai, Giusti - Alfaro, Montes - Cicapoli ( 2mte J. Rodríguez), Costas, Delpóntigo, R. Rodríguez | Spectateurs : 620 Arbitrage : César Orosco | Spectateurs : 620 Arbitrage : César Orosco |

| 5ème journée                        | Colombie | 2 - 2   | Uruguay | Estádio do Arruda Recife, Brésil |                          |
| 1er février 1976 15:30 heure locale | Vilarete (it) 32e · Monsalve 68e | (1 - 1) | Pedetti (en) 20e · Ortiz 48e | Arbitrage : César Orosco         | Arbitrage : César Orosco |
| 1er février 1976 15:30 heure locale | Rapport |         | | Arbitrage : César Orosco         | Arbitrage : César Orosco |
| 1er février 1976 15:30 heure locale | Saavedra - Ospina, Pacheco, Montúfar, Amaya - Sarmiento, Valverde (en) - Monsalve, Pachón (es), Vilarete (it), Aristizabal ( 65e Agudelo (it)) | Équipes | Rodolfo Rodríguez - Roux, Boccone, Antúnez (en), Kénez - Gómez, Luthar (de), Ortiz ( 73e Cáceres) - Rudy Rodríguez, Pedetti (en), Olivera ( 80e Italiano) | Arbitrage : César Orosco         | Arbitrage : César Orosco |

| 1er février 1976   | Chili | 2 - 1   | Pérou | Estádio do Arruda Recife, Brésil |                              |
| 17:30 heure locale | Sanhueza (es) 9e · Soto (es) 22e                                                                               | (2 - 0) | Cañamero 83e | Arbitrage : Roberto Barreiro     | Arbitrage : Roberto Barreiro |
| 17:30 heure locale | Wirth - Chirinos, Vergara, Sanhueza (es), Ubilla - Martínez, Gatica - Chávez, Fonseca, Soto (es), Neumann (es) | Équipes | Valladares - Pérez, Obando (es), Bustamante, Inga - Joya, Vallejos - García ( Llamosa), Zapata ( Montero), Cañamero, Olea | Arbitrage : Roberto Barreiro     | Arbitrage : Roberto Barreiro |

| 1er février 1976   | Brésil | 2 - 0   | Argentine | Estádio do Arruda Recife, Brésil |                                 |
| 19:30 heure locale | Adão (en) 1re · Erivélton (en) 66e | (1 - 0) | | Arbitrage : Guillermo Velasquez  | Arbitrage : Guillermo Velasquez |
| 19:30 heure locale | Rapport |         | | Arbitrage : Guillermo Velasquez  | Arbitrage : Guillermo Velasquez |
| 19:30 heure locale | Carlos - Rosemiro (en), Tecão (en), Edinho, Chico Fraga (en) - João Alfredo, Leguelé (en) - Cremilson ( 2mte Tiquinho (pt)), Adão (en), Erivélton (en), Santos (en) ( 2mte Mauro (en)) | Équipes | Quinto Pages - Delpóntigo, Bielsa, Graziottin, Colacrai - Giusti, Bulleri - Alfaro ( 2mte Moyano), Morales, Costas, Cicapoli ( 2mte Correa) | Arbitrage : Guillermo Velasquez  | Arbitrage : Guillermo Velasquez |